# Mütter Museum
Das Mütter Museum in Philadelphia ist ein dem College of Physicians of Philadelphia angeschlossenes Museum für Medizingeschichte mit über 20.000 Sammlungsstücken.

## Geschichte
1849 begründete Isaac Parrish († 1852) eine Sammlung pathologisch-anatomischer Präparate zu wissenschaftlichen Zwecken. Erst durch die Schenkung der persönlichen Sammlung Thomas Dent Mütters, die dieser 1856 anbot, wuchs der Bestand von bislang 92 Exponaten um mehr als 1700 Exemplare. Mütter hatte Knochen, Feuchtpräparate, Nachbildungen medizinischer Besonderheiten in Wachs und anderen Materialien sowie medizinische Illustrationen zusammengetragen. Das Angebot umfasste neben der Sammlung ein Kapital von 30.000 Dollar, das für den Bau eines Museumsgebäudes binnen fünf Jahren nach Vertragsabschluss sowie für dessen Unterhalt bestimmt war. Bis zu Mütters Schenkung war die Sammlung in gemieteten Räumen untergebracht.
1859 stimmte das College diesem Angebot zu und 1862 wurde das erste eigene Museumsgebäude an der Ecke 13th und Locust Street bezogen. Die Sammlungen wurden durch Ankäufe in Europa und durch Spenden zahlreicher Mediziner ergänzt. Ab 1871 wurden zusätzlich alte medizinische Instrumente gesammelt. Im Zuge des Bürgerkriegs erhielt das Mütter Museum vom damaligen Army Medical Museum in Washington (heute: National Museum of Health and Medicine) Material zu Kriegsverletzungen. Im Gegenzug erhielt das Army Medical Museum vom Mütter Museum Ausstellungsstücke, an denen die Militärchirurgen lernen konnten.

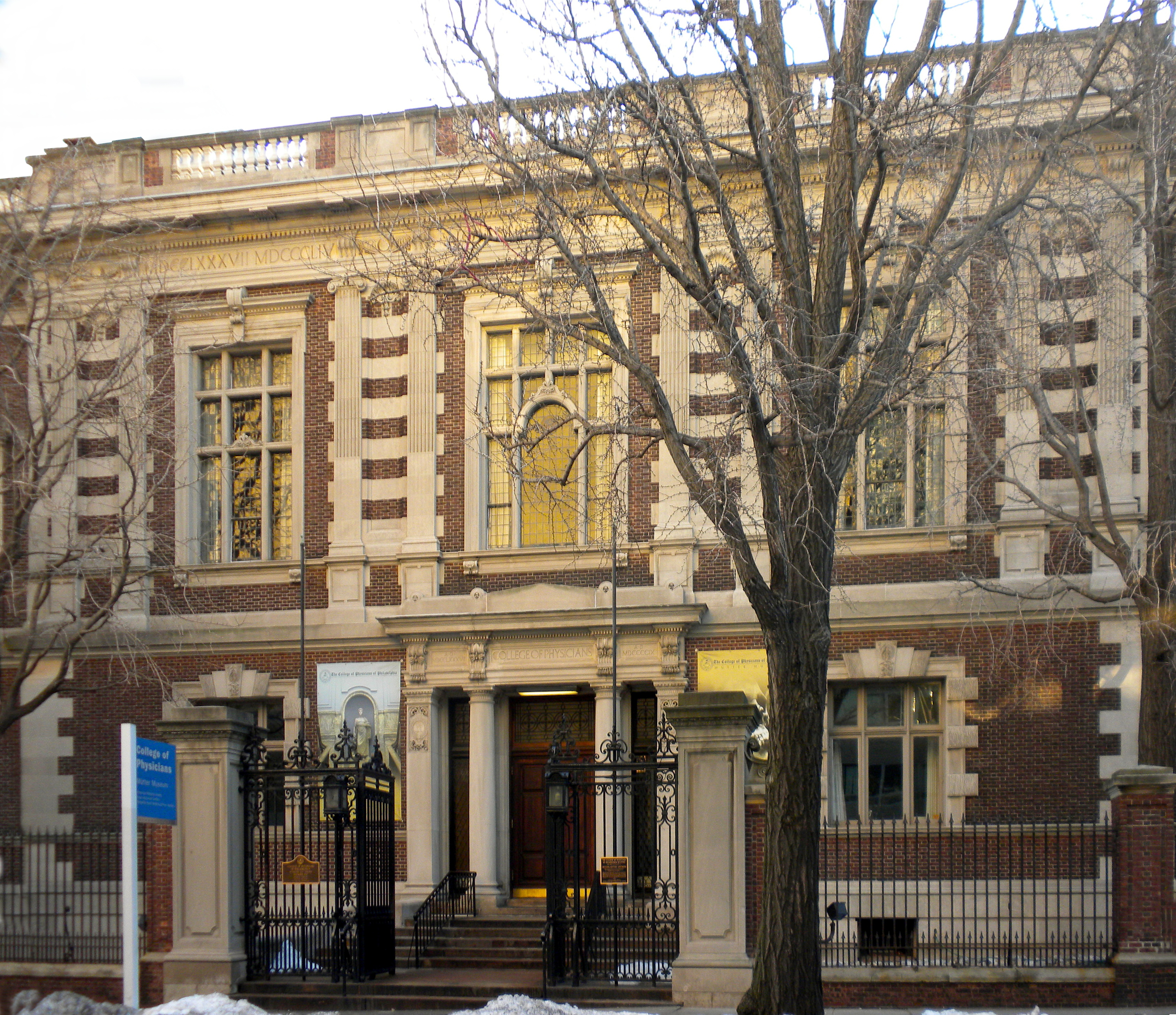
Der Bau von 1908

Wegen des ständigen Wachstums von Sammlung und Bibliothek begann man 1908 mit einem Neubau des Museums in der 22nd Street. Im Stil der Zeit wurden die Exponate damals dicht gedrängt in hölzernen Kästen aufbewahrt. 1986 fand eine umfassende Renovierung statt. Der Bau erhielt eine Klimaanlage und statt der alten Holzkästen wurden gläserne Vitrinen aufgestellt.

## Besondere Exponate
1874 wurde die Autopsie der siamesischen Zwillinge Chang und Eng Bunker im Mütter Museum vorgenommen. Dem Museum verblieben nach der Bestattung der Zwillinge ein Gipsabguss ihrer Körper und ihre miteinander verbundenen Lebern. Das Mütter Museum besitzt außerdem einen Teil der Ausrüstung Benjamin Rushs, ein hölzernes Stethoskop, das angeblich von René  Laënnec persönlich angefertigt wurde, Florence Nightingales Nähset, einen Elektrometer, den Marie Curie ihm 1921 persönlich schenkte, und ein Modell der ersten funktionstüchtigen Herz-Lungen-Maschine, die 1953 gebaut wurde. Ferner ist ein Teil des Brustkorbs von John Wilkes Booth, dem Mörder Abraham Lincolns, im Mütter Museum zu sehen. Unter den Fotografien in den Beständen des Museums sind auch Bilder der beiden ersten Patienten in den USA, die Dreifachamputationen überlebten. Beide waren von James Buckner Luckie operiert worden.